# Немятово-1
Немятово-1 — деревня в Иссадском сельском поселении Волховского района Ленинградской области.

## История
Деревня Немятова упоминается на карте «Ладожское озеро и Финский залив с прилегающими местами» 1745 года.
На карте Санкт-Петербургской губернии Ф. Ф. Шуберта 1834 года обозначена деревня Немятова, состоящая из 47 крестьянских дворов.

НЕМЯТОВО — деревня принадлежит графине Лаваль, число жителей по ревизии: 89 м. п., 89 ж. п.

НЕМЯТОВО — деревня принадлежит Казённому ведомству, число жителей по ревизии: 53 м. п., 63 ж. п.. (1838 год)

Деревня Немятова из 47 дворов отмечена на карте профессора С. С. Куторги 1852 года.

НЕМЯТОВО — деревня графини Борх, по просёлочной дороге, число дворов — 30, число душ — 90 м. п. (1856 год)

НЕМЯТОВО — село владельческое при реке Волхове, число дворов — 34, число жителей: 151 м. п., 160 ж. п.; Церковь единоверческая. (1862 год)

Сборник Центрального статистического комитета описывал его так:

НЕМЯТОВО — село бывшее владельческое и государственное при реке Волхове, дворов — 63, жителей — 306; Церковь православная, часовня, 2 лавки. (1885 год)

В конце XIX — начале XX века село находилось в составе Иссадской волости 2-го стана Новоладожского уезда Санкт-Петербургской губернии.
По данным «Памятной книжки Санкт-Петербургской губернии» за 1905 год село называлось Немятово 1-е.
Согласно карте Петроградской и Новгородской губерний издания 1915 года населённый пункт назывался деревня Немятова.
С 1917 по 1920 год село Немятово 1 входило в состав Немятовского сельсовета Иссадской волости Новоладожского уезда.
С 1921 года в составе Гладковско-Немятовского сельсовета.
С 1923 года в составе Октябрьской волости Волховского уезда.
С 1924 года в составе Немятовского сельсовета.
Согласно данным переписи населения СССР 1926 года в селе Немятово I  проживали 213 человек — все русские.
С 1927 года в составе Волховского района.
В 1928 году население села Немятово 1 составляло 218 человек.
По данным 1933 года село Немятово являлось административным центром Немятовского сельсовета Волховского района, в который входили 6 населённых пунктов, деревни: Березье, Глядково, Калинино, Креници, Немятово II и село Немятово, обшей численностью 1464 человека.
По данным 1936 года в состав Немятовского сельсовета входили 6 населённых пунктов, 320 хозяйств и 1 колхоз. Административным центром сельсовета было село 2-е Немятово.

План села Немятово-1. 1941 год

Согласно топографической карте РККА 1941 года село называлось Немятово 2-е и насчитывало 79 дворов. В селе находился маяк и церковь.
С 1946 года в составе Новоладожского района.
С 1954 года в составе Иссадского сельсовета.
В 1961 году население села Немятово 1 составляло 600 человек.
С 1963 года вновь в составе Волховского района.
По данным 1966, 1973 и 1990 годов деревня называлась Немятово-1 и также входила в состав Иссадского сельсовета.
В 1997 году в деревне Немятово-1 Иссадской волости проживали 30 человек, в 2002 году — 21 человек (все русские).
В 2007 году в деревне Немятово-1 Иссадского СП — 14 человек.

## География
Деревня расположена в северной части района на автодороге 41К-378 (подъезд к дер. Немятово), к востоку от города Новая Ладога.
Расстояние до административного центра поселения — 8 км.
Расстояние до ближайшей железнодорожной станции Волховстрой I — 27 км.
Деревня находится на правом берегу устья реки Волхов и на северном берегу Новоладожского канала.

## Демография
| 1862 | 2002 | 2007 | 2010 | 2017 |
| ---- | ---- | ---- | ---- | ---- |
| 311  | ↘21  | ↘14  | ↗33  | ↗35  |

### Национальный состав
Согласно данным Всероссийской переписи населения 2021 года в деревне проживали 12 человек, все русские.